# Tarkan Serbest
Tarkan Serbest (* 2. Mai 1994 in Wien) ist ein türkisch-österreichischer Fußballspieler.

## Karriere

### Verein
Serbest begann seine Karriere 2004 beim SV Donau Wien und kam im selben Jahr in die Jugendabteilung des FK Austria Wien. Seit dem 31. März 2014 gehört er dem Profikader an. Sein Debüt in der höchsten österreichischen Spielklasse gab er am 18. Oktober 2014 beim 1:1 gegen den SCR Altach, als er in der 80. Minute für Florian Mader eingewechselt wurde.
Im August 2018 wechselte er leihweise in die Türkei zu Kasımpaşa Istanbul. Nach dem Ende der Leihe kehrte er zur Saison 2019/20 zur Austria zurück. Nach einem halben Jahr bei der Austria wechselte er im Jänner 2020 schließlich fest zu Kasımpaşa.

### Nationalmannschaft
Serbest debütierte im März 2015 für die österreichische U-21-Auswahl, als er in einem Testspiel gegen Katar in der Startelf stand. Danach folgten bis Oktober 2016 noch acht weitere Einsätze.
Im Mai 2018 wurde Serbest erstmals in den Kader der türkischen A-Nationalmannschaft berufen. Am 28. Mai 2018 gab Serbest sein Debüt für die Türkei.